# Đức Mẹ Beauraing
Đức Mẹ Beauraing hay còn được biết đến với tên gọi Đức Trinh nữ trái tim vàng là một tước hiệu mà người Công giáo dùng để gọi Đức Maria ám chỉ đến 33 lần Đức Mẹ hiện ra tại Beauraing, Bỉ, nước Bỉ trong khoảng thời gian từ tháng 11 năm 1932 đến tháng 1 năm 1933 với 5 trẻ em từ 9 đến 15 tuổi. Hiện nay Đền thánh Đức Mẹ Beauraing đã trở thành một trung tâm hành hương của người Công giáo trên toàn thế giới.
Beauraing là một làng quê hẻo lánh nằm cách thủ đô Bruxelles chừng 60 dặm về phía đông nam. Đức Trinh Nữ được cho là đã hiện ra lần đầu tiên vào đêm 29 tháng 11 năm 1932, với năm trẻ nhỏ là Fernande Voisin, 15 tuổi; Gilberte Voisin, 13 tuổi; Albert Voisin, 11 tuổi; Andrée Degeimbre, 14 tuổi và Gilberte Degeimbre, 9 tuổi .
Chiều tối hôm ấy, Fernande và Albert đi đến trường học của các nữ tu dòng Giáo Lý Kitô Giáo để đón em gái. Sau hồi chuông tu viện, Albert nhìn ra sân và kinh ngạc khi thấy một người đang đi trên cây cầu cạn đối diện. Albert la lên, tất cả các trẻ khác nhìn theo và đều thấy như thế. Tối hôm sau, bọn trẻ trở lại khoảng sân và được nhìn thấy người thiếu nữ. Tối thứ ba, người ấy hiện đến trong khu vườn gần hang đá Lộ đức, trên cành cây táo gai .
Vào ngày 2 tháng 12, khi Albert hỏi người phụ nữ có phải là Đức Trinh Nữ Vô Nhiễm và xin cho chúng được ơn luôn luôn sống tốt, bà đã gật đầu. Từ ngày 4 tháng 12, Đức Trinh Nữ cầm một cỗ chuỗi tràng hạt mân côi và yêu cầu xây dựng một thánh đường tại đó. Bà cũng cho các trẻ nhìn thấy trái tim bừng cháy rực rỡ bằng vàng.
Ngày 8 tháng 12, trước sự hiện diện của hơn mười ngàn người, một phái đoàn y khoa do bác sĩ Maistriaux đã thí nghiệm thể lý khi các em được thị kiến khi Đức Mẹ hiện ra. Nhưng chúng không cảm nhận những cái bấu, châm chích và cả những ngọn lửa cháy vào lòng bàn tay và không hề có dấu vết gì của thương tích để lại trên da bọn trẻ.
Trong lần hiện ra cuối cùng, Mẹ đã hỏi Fernande: "Con có yêu mến con trai của Mẹ không?" và khi em thưa "có", mẹ lại hỏi tiếp "con có yêu mến Mẹ không", em thưa "có" và lời sau cùng của Đức Mẹ là, "Con hãy hy sinh cho Mẹ".
Ngay trong năm đầu tiên, có hơn hai triệu người đến viếng khu vườn của tu viện, kể lại nhiều sự kiện được chữa lành và các hồng ân nhờ Đức Mẹ Beauraing. Một thị nhân khác là Tilman Come đã nhiều lần được thị kiến Đức Trinh Nữ với Trái Tim Vàng và được chữa lành chứng bệnh cột sống.
Giám mục giáo phận Namur đã mở cuộc điều tra. Vào năm 1943, tòa thánh Vatican đã chuẩn nhận việc sùng kính Đức Mẹ Beauraing. Ngày 2 tháng 7 năm 1949, trích dẫn sự kiện được chữa lành kỳ diệu của Marie Van Laer và của Marie Madeleine Acar Group, Giám mục Namur xác nhận, "Nữ Vương Thiên Đàng đã hiện ra với các trẻ làng Beauraing trong mùa đông 1932-1933, đặc biệt để tỏ cho chúng ta biết lời kêu gọi đầy ưu tư của Trái Tim Từ Mẫu Mẹ là hãy cầu nguyện và hứa sẽ dùng sứ vụ trung gian quyền thế của Mẹ để hoán cải các tội nhân".
Kể từ đó, hàng năm có hàng triệu người đến kính viếng ngôi thánh đường được xây dựng gần nơi Đức Mẹ hiện ra.